# Cremaster
Cremaster er en muskel der dækker testiklerne og sædlederen.